# Mișcarea pentru accesul liber la Informația juridică
Mișcarea pentru accesul liber la Informația juridică reprezintă un curent între profesioniștii din Justiție care militează pentru accesul cât mai direct al cetățenilor la informația juridică: legi, jurisprudență, etc. în scopul îmbunătățirii actului de justiție. Modalitatea principală este aceea de a oferi acces online și gratuit la informații juridice, cum ar fi la Jurisprudență și Legislație. Unul dintre exponenții acestei mișcări în România este Jurindex.